# Rożnica
Rożnica – wieś w Polsce położona w województwie świętokrzyskim, w powiecie jędrzejowskim, w gminie Słupia.
| SIMC    | Nazwa                | Rodzaj    |
| ------- | -------------------- | --------- |
| 0269080 | Kolonia Sędziszowska | część wsi |
| 0269133 | Poddębinie           | część wsi |
| 0269140 | Podlesie             | część wsi |

W latach 1975–1998 miejscowość administracyjnie należała do województwa kieleckiego.

## Historia
Pierwsze wzmianki historyczne o tej miejscowości pochodzą z wieku XIV, kiedy to Rożnica była własnością syna wojewody sandomierskiego Mściwoja z Krzelowa, Mściwoja z Kwiliny i Rożnicy herbu Lis.
Według Waleriana Nekanda-Trepki w tej miejscowości w roku 1632 miała umrzeć niejaka Dębieńska przeżywszy 120 lat. 
W pierwszej połowie XIX wieku była tu gorzelnia, a majątek posiadał folwarki: Modlin (Podczarne) i Nową Wieś. Przez następne lata Rożnica była w rękach różnych właścicieli. Ostatnim z dziedziców był Antoni Badeni. Na cmentarzu kościelnym w Sędziszowie znajduje się jego nagrobek (zm. 1928) i jego żony, Petroneli z Kiełczewskich (zm. 1933). Majątek został rozparcelowany już podczas I wojny światowej.

## Pałac w Rożnicy
Pałac w Rożnicy powstał na wzór renesansowych włoskich willi w 1900 r., przy którym w latach 20. XX w. wzniesiono oficyny utrzymane w „stylu dworkowym”. Wybudowany jest na łagodnym wzniesieniu. Front budynku zwrócony jest na stronę południową. Po dziesięciu stopniach wchodzi się na taras, a nad tarasem jest balkon, wsparty na czterech kolumnach. Pałac liczy 43 pomieszczenia. W zachowanej gdzieś w starociach notatce niewiadomego pochodzenia można przeczytać „...piętrowy, z dachem łamanym w styl francuski, kryty gontem, z kaplicą, salą balową, z trzema tarasami. Na dole piękny hol sześcioboczny, z każdej ściany drzwi do jadalni, salonów, gabinetu i kancelarii. Piękne stiuki, kosztowne tapety, marmurowe kominki i posadzki z różnokolorowego drewna. W tym stanie budynek był jeszcze roku 1906”.

Pałac otoczony jest starym parkiem. Rosło tam dużo pięknych okazów drzew, ale podczas II wojny światowej część z nich zostało wyciętych przez Niemców.
W latach międzywojennych mieściła się w pałacu dwuletnia szkoła rolnicza. Praktykę rolniczą młodzież odbywała w tzw. resztówce, pozostałej po parcelacji dóbr ziemskich. Rożnica w tym czasie stała się ośrodkiem postępu i kultury rolniczej.
Podczas II wojny światowej pałac rożnicki był pod administracją niemiecką.
W okresie powojennym w pałacu mieściła się ponownie szkoła rolnicza z internatem, a w 1953 r. za sprawą wybitnego pedagoga i działacza kulturalno-oświatowego Waldemara Babinicza, przybyłego z pobliskich Pawłowic, powstało liceum kulturalno-oświatowe.

W kwietniu 1958 r. nastąpiło oficjalne reaktywowanie Uniwersytetu Ludowego w Rożnicy. I od tego momentu rozpoczął się najciekawszy okres w historii UL Ziemi Kieleckiej im. Stefana Żeromskiego. Częstymi gośćmi UL byli znakomici literaci, artyści i naukowcy. Pałac rożnicki gościł w swoich progach m.in. Juliana Przybosia, Władysława Broniewskiego, Stanisława Wygodzkiego, Igora Newerlego, Ernesta Brylla i wielu innych.

Waldemar Babinicz wraz z rodziną opuścił Rożnicę w 1968 r., a właściwie został z tej placówki usunięty. Przygotowywał bowiem wszechstronnie wykształconych ludzi kultury, a miał wychowywać tylko działaczy młodzieżowych.
W latach 70. w pałacu zorganizowano koszary wojskowe dla żołnierzy, uczestniczących w ostatniej wielkiej budowie PRL-u Linii Hutniczo-Siarkowej „LHS”.

W 1985 r. obiekt przekazano gminie. Pałac stał opustoszały i zniszczony. W 2000 r. gmina sprzedała prywatnemu nabywcy.

## Zabytki
Park pałacowy z I połowy XIX w., wpisany do rejestru zabytków nieruchomych.
Wierni kościoła rzymskokatolickiego należą do parafii św. Piotra i Pawła w Sędziszowie.